# Infern - Cant Trentè

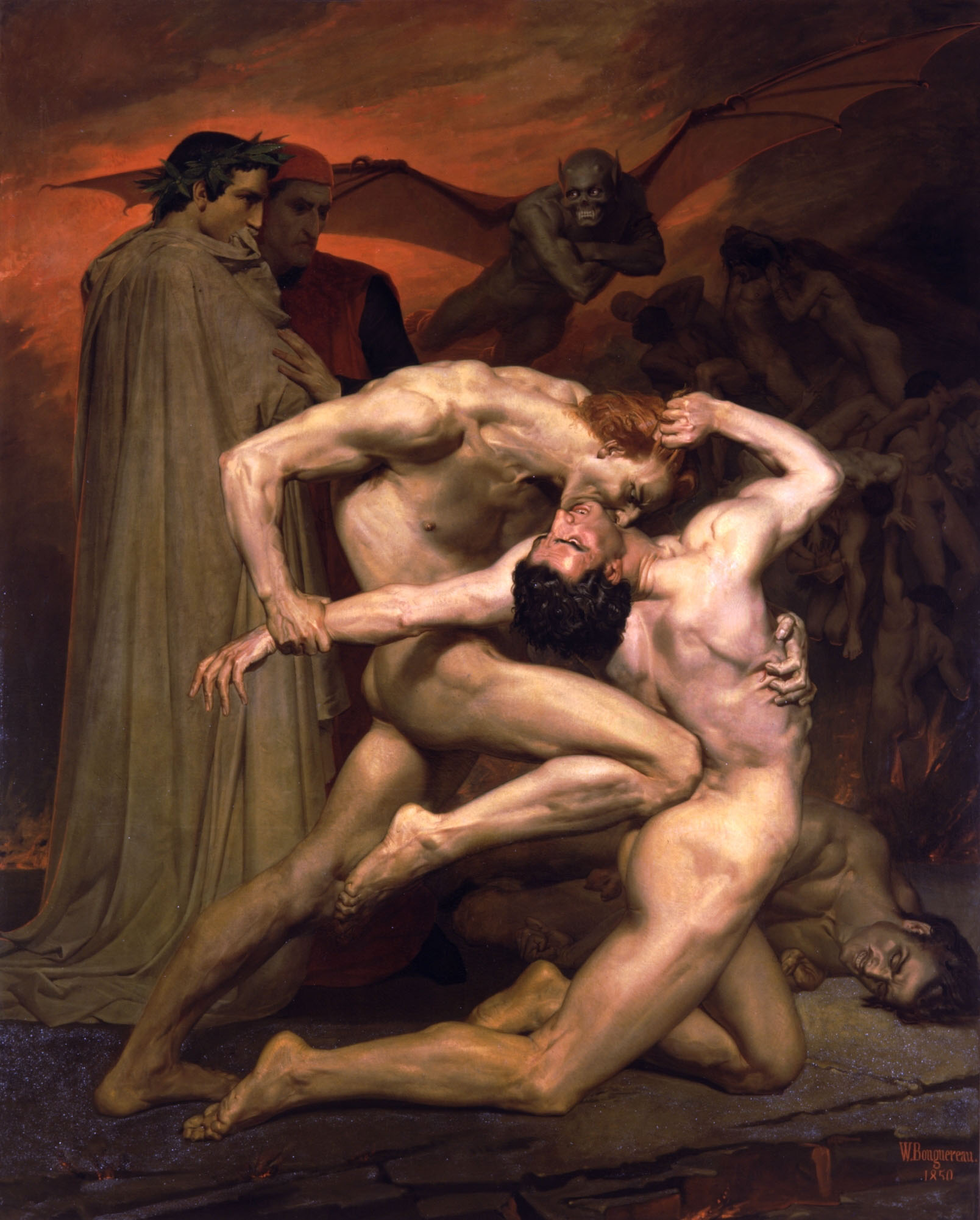
William-Adolphe Bouguereau (1825-1905) - Gianni Schicchi mossegant Capocchio davant Dante i Virgili a la fossa dels falsejadors de l'Infern (1850)

El Cant trentè de l'Infern de Dante Alighieri té lloc a la mateixa fossa desena del vuitè cercle, on són castigats els falsificadors. Aquí trobem als falsificadors de persona (Gianni Schicchi, Mirra), embogits en una fúria que els transforma en animals salvatges. Els falsificadors de moneda com Mestre Adam, i els falsificadors de la paraula (l'esposa de Putifar i Sinó), afectats per malalties invalidants que no els permeten moure's del lloc on són. Som a la tarda del 9 d'abril del 1300 (Dissabte Sant), o segons altres comentaristes del 26 de març del 1300.

## Anàlisi

### Els falsificadors de persona: Gianni Schicchi, Mirra. vv. 1-45
En comparació amb el final de l'anterior Cant, tan còmicament popular (gairebé plé de xafarderies, amb la crítica a la brigada malgastadora sienesa), l'inici del cant trentè és completament diferent i sense una separació clara. Projectats a una distància mítica i prodigiosa (a partir de l'expressió "En el temps que ...") s'introdueixen dos mites com a terme de comparació de la bogeria que Dante està veient directament, i que barreja elements solemnes i patètics dels mites escollits arbitràriament per Dante.
La primera història és extreta de les Metamorfosis d'Ovidi i tracta de la ira de Juno contra Sèmele (embarassada per Júpiter del petit Bacus) i contra la sang de Tebes: la deessa furiosa va fer tornar boig Atamant el rei que va confondre la seva esposa -germana de Sèmele- i els dos fills per una lleona amb dos lleonets i va matar ("amb urpes despietades"), el propi fill Learc, i la seva dona es va llançar d'un penya-segat al mar, ofegant-se amb el seu altre fill.
Davant de la insondable catàstrofe de l'assassinat d'un nen, la pietat dels antics, tremolava: tremolava com ho feia davant d'un monstruós desastre natural, i no aconseguia atribuir aquella tempesta de l'ànima més que a l'oculta fúria dels déus què, de temps en temps, inesperadament ataca i ofega un pobre sicari boig. Tremolaven de misteri.
L'altre exemple de fúria que transforma les persones, Dante el pren del cicle de Troia i explica com quan l'arrogància dels seus habitants havia estat enderrocada per la fortuna (després de la derrota de la guerra contra els grecs), Hècuba, esposa de Príam, rei de Troia, trista, miserable i empresonada pels grecs, veié la seva filla Polixena morta, sacrificada sobre la tomba d'Aquil·les i després descobrí la tomba del seu fill Polidor en una platja, i es posà a llançar forassenyats gemecs com si fos una gossa. En els dos mites es destaquen elements animalístics (urpes, lladrucs).
Aquests dos mites s'utilitzen, per introduir de nou amb una hipotètica semblança, com mai s'havia vist abans a la Comèdia, bojos tan ferotges (ni contra bèsties, ni contra homes) com dues ombres pàl·lides i nues que mosseguen a qualsevol i corren com el porc que s'escapa quan se li obre la porquera.

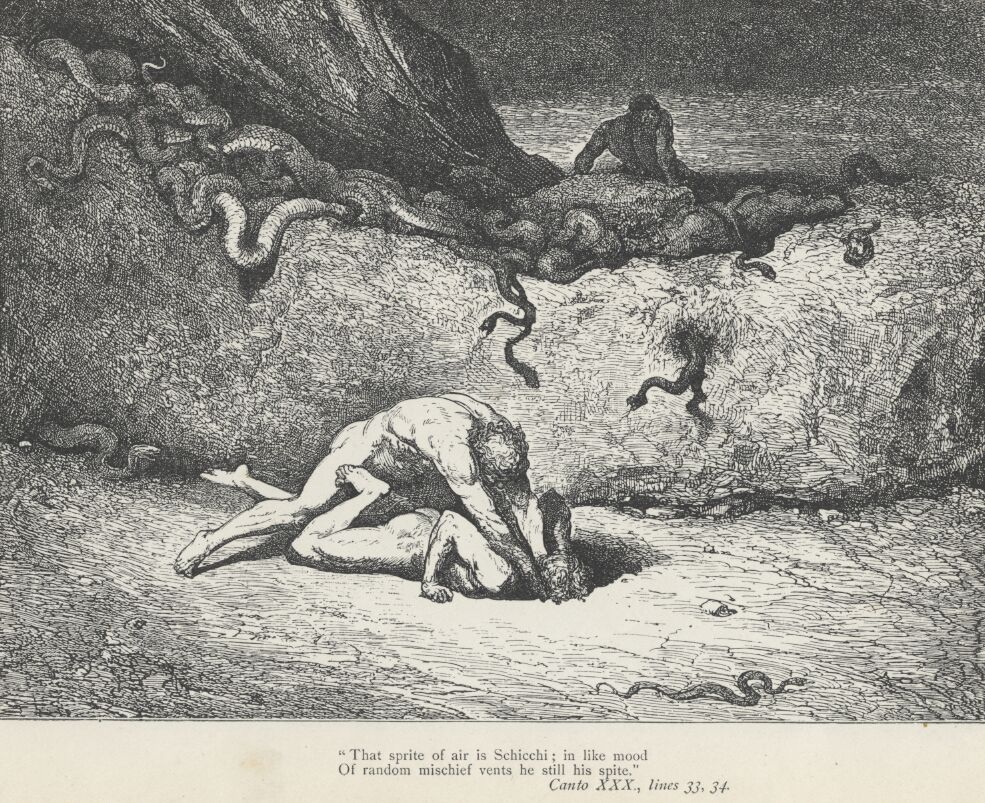
Infern Cant 30, Gianni Schicchi, segons Gustave Dorè

Una d'aquestes ombres arriba a Capocchio, que just acaba de parlar amb Dante, i: "li clavà les dents al nus del coll", tirant-lo de manera que la panxa s'arrossegà per terra ("feu que el ventre rasqués la dura terra " això és un record del càstig dels falsificadors de matèria, però amb un to groller i vulgar típic de l'estil còmic-realista de bona part del llenguatge utilitzat en aquesta fossa).
El company de Capocchio en canvi, l'aretí Griffolino, explica a Dante com aquest follet (o diabló) amb el significat medieval original) havia estat en vida Gianni Schicchi, que va rabiós atacant als altres. Llavors Dante es precipita a preguntar-li també qui és l'altre condemnat enfurit, abans que sigui mossegat, i Griffolino li diu que es tracta de la perversa Mirra que es va unir carnalment al seu pare falsificant el seu aspecte (........), de la mateixa manera que Gianni Schicchi (......) es disfressà de Buoso Donati el Vell i dictà testament validat per un notari.
Aquesta incursió frenètica és un flaix que trenca la narració, una mica com en el cercle dels suïcides (Infern Cant XIII, vv: 109- 129), on irrompen els malbaratadors seguits de gosses negres, només que aquí, són els mateixos condemnats dels falsejadors de persona els que martiritzen activament els altres falsejadors. L'anècdota de Gianni Schicchi la reprèn Giacomo Puccini però amb tot un altre to en l'òpera homònima.

### Els falsificadors de moneda: Mestre Adam - vv. 46-90
Dante es fixa en altres condemnats i se n'adona d'un que li recorda un llaüt (un instrument de corda tan rar avui en dia, com era popular al segle XIV) amb potes, perquè la hidropesia que l'afligeix li deforma la panxa, que està molt engrandida, mentre la cara és prima i xuclada, i els llavis estan oberts grotescament com fa el tísic ("l'ètico"), que els té arrugats per la set, un cap dalt i l'altre cap baix:
"l'obligava a tenir oberts els llavis
com el tísic que, a causa de la set,
en gira un al mentó i un altre amunt."
(Inf XXX, vv: 55- 57)
És just fer notar en aquest paràgraf el llenguatge tècnic acurat des del punt de vista mèdic de Dante, que a Florència s'havia inscrit en l'Art (gremi) dels Metges i Apotecaris.
L'episodi que segueix, té com a protagonista a Mestre Adam, com ell mateix es presentarà al vers 61, i és una de les peces més heterogènies per l'estil i emocions de tot l'Infern de Dante. Primer grotesc, en la descripció del seu estat físic, després notem el seu dolor mitjançant la descripció dels llavis. El condemnat s'adreça als dos pelegrins amb patiment, citant un passatge bíblic ("mireu i contempleu / la misèria del pobre mestre Adam"), aquesta fórmula és del llibre de les Lamentacions de Jeremies: Mireu i contempleu, si hi ha dolor com el meu (Llibre de Lamentacions I, 12); una expressió de tristesa i patiment desproveïda (absent) de qualsevol vulgaritat; després el seu to esdevé nostàlgic, perquè si en vida ho tenia tot, ara no pot obtenir ni tan sols una gota d'aigua, una invocació que és seguida d'una melancòlica evocació del Casentino i dels seus frescos i suaus rierols. L'evocació del lloc on visqué (prop del Castell de Romena), ràpidament porta a la seva ment el seu pecat, el de falsificador de florins als quals sostreia tres dels vint-i-quatre quirats d'or substituint-los amb deixalles, és a dir metalls que no eren nobles. Inclús l'evocació del propi cos “cremat” en la foguera és melancòlica; de cop però, el sentiment es canvia en odi cap a aquells que el van induir a pecar, els germans dels Conti Guidi de Romena, Guido, Alessandro i Aghinolfo (o Ildebrandino), respecte als quals Mestre Adam no sap el que donaria per veure'ls a l'Infern, encara que hagués de renunciar a calmar la seva set. Amb un to patètic diu: que si pogués moure's encara que fos una unça (un tros, pocs centimetres), cada cent anys per trobar-los, ja ho hauria fet, a pesar de la grandària del fossat, però està clavat a terra.
En el seu discurs diu també, que la fossa té una longitud d'onze milles florentines “i no en té menys de mitja de través.” és a dir no és inferior a mitja milla d'ample.

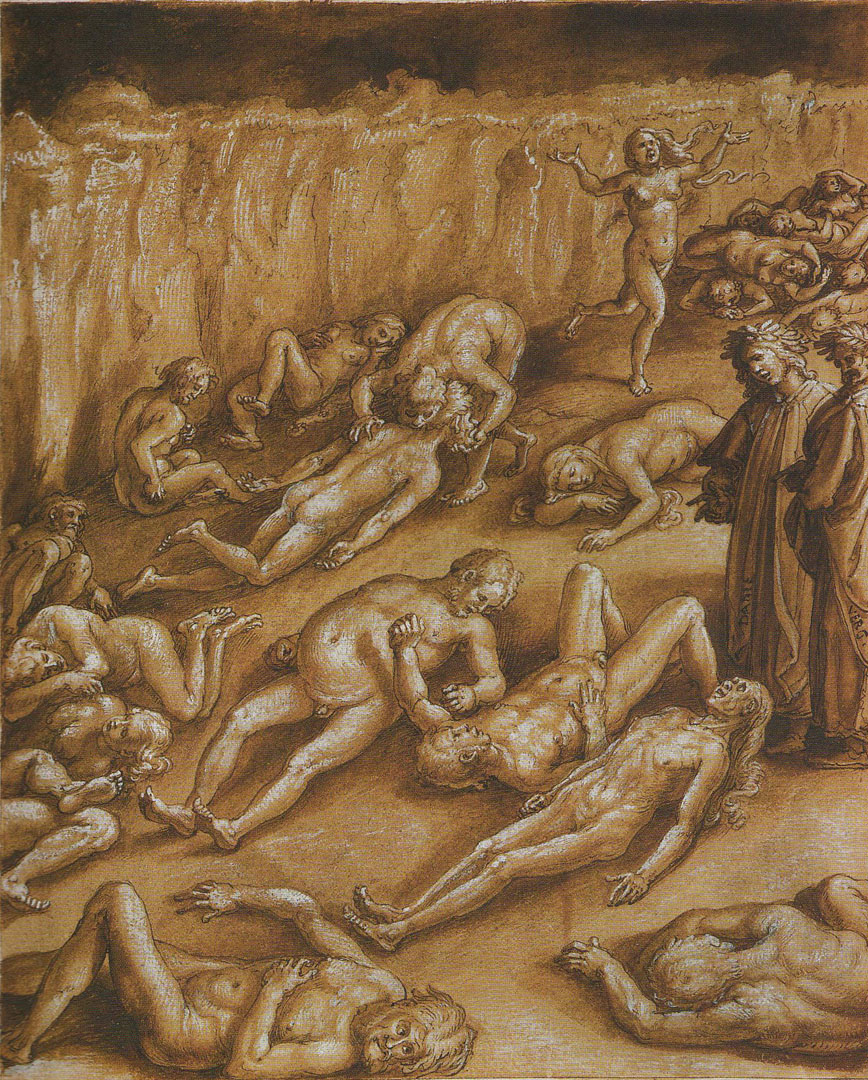
Giovanni Stradano, cant trentè: Mestre Adam, Sinó i la muller de Putifar.

Juntament amb la notació de la fossa anterior alguns comentaristes han intentat deduir les dimensions de l'Infern imaginades per Dante, però els resultats són enormement absurds (més del que Dante indica com el radi de la Terra al Convivio, que per creuar-la en els temps mostrats aquí i allà en la narració els nostres pelegrins s'haurien hagut de moure a una velocitat al voltant dels 450 km / h), per la qual cosa avui preferim pensar en números purament simbòlics o necessaris per donar un sentit de realitat al viatge imaginari sense deixar de ser però perfectament calculables. Galileu va concloure que l'Infern sempre és insondable, "en la seva foscor tenebrosa".

### Els falsificadors de la paraula: l'esposa de Putifar i Sinó - vv. 91-99
En aquest punt, Dante pregunta qui són els dos condemnats que es recolzen sobre Mestre Adam a la seva dreta. Ell respon que eren aquí abans que ell caigués en aquesta fossa i que:
“L'una és la falsa que acusa Josep,
l'altre és el fals Sinó, el grec de Troia”
(vv. 97- 98)
Es tracta de l'esposa de Putifar, un personatge bíblic, mentre que l'altre és Sinó, el grec que va enganyar els troians per fer-los acceptar el cavall de Troia, com a trofeu i fer que l'introduïssin en la ciutat. Són dos mentiders, dos falsificadors de paraula i sorprèn en aquest cant la barreja de personatges: un contemporani, un personatge bíblic, i un de caràcter mitològic-literari. Dos d'ells, Sinó i Mestre Adam interactuaran poc després.
El dolor d'aquests dos mentiders és patir febres molt fortes, cosa que els fa fumar vapor al seu voltant com mans mullades a l'hivern. Fins i tot en aquest cas no es pot aclarir exactament el contrapàs d'aquests condemnats. Mestre Adam també diu que emeten "leppo", és a dir, fan molta pudor.

### La baralla entre Mestre Adam i Sinó – vv. 100- 129
Arribats a aquest punt, entre els alts i baixos retòrics de la narració d'aquest cant, arribem al nivell més baix: A Sinó no li ha agradat com ha estat presentat, i amb un puny colpeja a panxa d'Adam (“epa croia”, és a dir, “la panxa inflada”), que sona com un tambor. Per tota resposta Adam, alegrant-se sarcàsticament de poder almenys moure encara els braços, respon a Sinó amb un mastegot, iniciant una baralla entre trista i grotesca.
La baralla es juga al camp verbal de les ofenses, en un intercanvi ràpid d'ofenses i insults de l'un a l'altre similars a aquells duels poètics en rima, amb un estil còmic i popular que quan era jove, fins i tot Dante havia mantingut amb Forese Donati i amb altres poetes toscans.

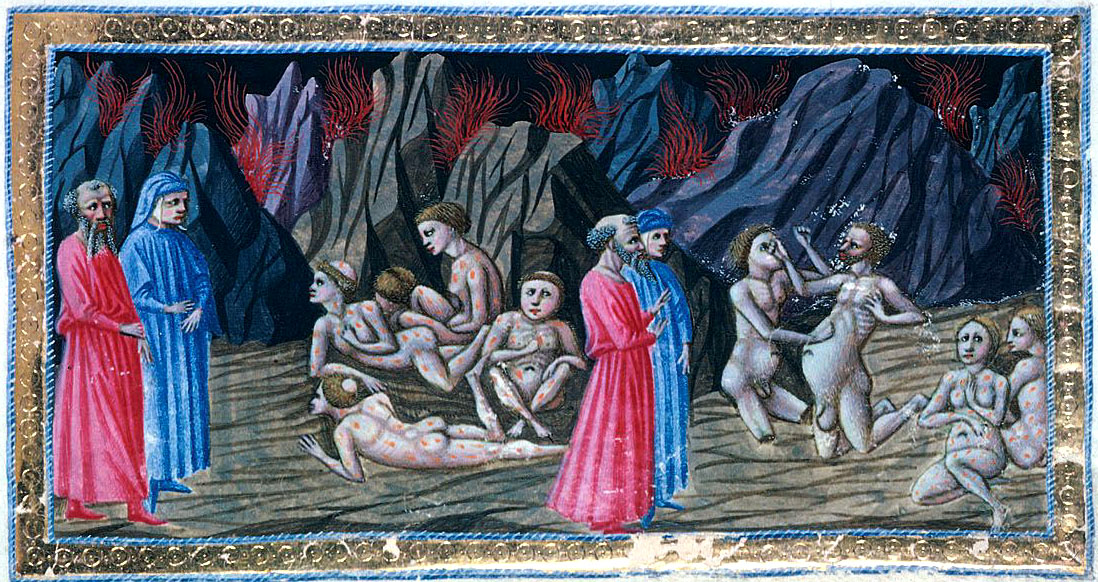
Priamo della Quercia, Cant trentè. La baralla entre Mestre Adam i Sinó a la desena fossa de Malebolge.

Després de la menció del braç d'Adam, comença la baralla, amb Sinó dient:
“Quan caminaves / cap al foc no el tenies tan dispost; / però sí quan encunyaves moneda. ”
és a dir que ells (els braços) eren ben quiets quan anava cap al patíbul per ser cremat, en canvi eren molt més àgils quan encunyava diners falsos.
L'hidròpic Adam respon:
“Això que dius és cert, / però tu no vas ser bon testimoni / a Troia i no vas dir la veritat.”
A continuació Sinó:
“Jo vaig mentir, … i jo sóc aquí per un / pecat, i tu per més que cap dimoni!”
és a dir que sí, va mentir però només un cop, en canvi Adam en falsificar la moneda va fer moltíssims pecats fins i tot més que cap dimoni; volent dir: Hi ha algun dimoni que hagi fet tants pecats, com florins has falsificat tu?.
A la qual cosa Adam li respon que la història del cavall la coneix tothom: “pitjor per tu, si això ho sap tot el món”
L'altre el maleeix dient-li que el faci culpable tota la set que el turmenta: “la set / que t'escorxa la llengua, i l'aigua bruta / que et fa pujar el ventre fins als ulls!”
Finalment Adam li retreu la febre i el mal de cap, i que ell també donaria qualsevol cosa “per llepar el mirall de Narcís”, és a dir per veure aigua.
L'elecció dels mateixos verbs, el martelleig del "tu", "la teva",..., etc, la contundència de les acusacions, l'elecció de les rimes difícils i els sons durs amb consonants dobles, són totes, opcions estilístiques de l'estil còmic, del que Dante ofereix, amb tot plegat, una molt elevada demostració en aquesta disputa.

### Els retrets de Virgili i el penediment de Dante- vv. 130- 148
Mentre el poeta -personatge es manté hipnotitzat mirant aquesta renyina amb curiós interès, Virgili s'enfada i el repta de males maneres: “Para compte, / que per un poc no m'he enfadat amb tu”, és a dir: ha anat de poc que la baralla no l'hàgim tingut tu i jo (sembla un esbronc patern cap a un fill o un deixeble, que fos amenaçat fins i tot amb un clatellot).
La vergonya de Dante pel retret és molt forta, tant que es queda sense paraules; sense aconseguir demanar disculpes i li sembla com si es trobés en un d'aquells somnis dels quals hom espera despertar-se. Poc després, però, Virgili el tranquil·litza, dient que amb menys vergonya n'hi hauria prou per rentar un defecte més gran, de manera que també es pot esborrar la tristesa (“descarrega't per tant de la tristesa”). Virgili conclou llavors pedagògicament, indicant com és de roí voler atendre a aquestes baralles, i si per casualitat es tornés a trobar davant de tals manifestacions, farà bé d'evitar-les.
Alguns han volgut llegir en aquesta peça un rebuig a l'estil poètic còmic, però això no sembla correcte (per què, si fos així, Dante posaria una mica abans el llarg exemple d'aquest estil?), almenys no d'una manera absoluta: potser és que desautoritza la poesia com a pur plaer de diversió i rialles (com passarà amb la renúncia a la vida plebea a l'episodi de Forese Donati al Purgatori XXIII i XXIV), indicant que s'ha de seguir la guia de la Raó, com el mateix Virgili, que la simbolitza, i s'ofereix a estar sempre prop d'ell quan una temptació semblant l'assalti de nou (és un dels casos més clars de la Comèdia on un personatge, en aquest cas Virgili, revela el seu paper al·legòric, és a dir, el paper de la Raó).

## Recitats a la xarxa
- Paràfrasi i imatges animades: "https://www.youtube.com/watch?v=vPod0jw-roM"
- Gassman, Vittorio:"https://www.youtube.com/watch?v=Htsy_Srzdjw"
- Sermonti, Vittorio. Lectura i comentari: "https://www.youtube.com/watch?v=YhLjnQAQ44U"